# Diocesi di Nancheng
La diocesi di Nancheng (in latino: Dioecesis Nancemensis) è una sede della Chiesa cattolica in Cina suffraganea dell'arcidiocesi di Nanchang. Nel 1950 contava 6.885 battezzati su 450.000 abitanti. La sede è vacante.

## Territorio
La diocesi comprende parte della provincia cinese di Jiangxi.
Sede vescovile è la città di Nancheng.

## Storia
La prefettura apostolica di Jianchangfu fu eretta il 29 novembre 1932 con il breve Ecclesiae universae di papa Pio XI, ricavandone il territorio dal vicariato apostolico di Yujiang (oggi diocesi).
Il 13 dicembre 1938 la prefettura apostolica è stata elevata al rango di vicariato apostolico con la bolla Praefectura Apostolica dello stesso papa Pio XI e nel contempo assunse il nome di Nancheng.
L'11 aprile 1946 il vicariato apostolico è stato elevato a diocesi con la bolla Quotidie Nos di papa Pio XII.

## Cronotassi dei vescovi
Si omettono i periodi di sede vacante non superiori ai 2 anni o non storicamente accertati.
- Patrick Cleary, S.S.C.M.E. † (21 luglio 1933 - 23 ottobre 1970 deceduto)
  - Sede vacante

## Statistiche
La diocesi nel 1950 su una popolazione di 450.000 persone contava 6.885 battezzati, corrispondenti all'1,5% del totale.
| anno | popolazione | popolazione | popolazione | presbiteri | presbiteri | presbiteri | presbiteri                | diaconi | religiosi | religiosi | parrocchie |
| anno | battezzati  | totale      | %           | numero     | secolari   | regolari   | battezzati per presbitero | diaconi | uomini    | donne     | parrocchie |
| ---- | ----------- | ----------- | ----------- | ---------- | ---------- | ---------- | ------------------------- | ------- | --------- | --------- | ---------- |
| 1950 | 6.885       | 450.000     | 1,5         | 30         | 4          | 26         | 229                       |         |           | 7         | 13         |